# Grotesque
Grotesque var ett svenskt death metalband, bildat 1988.
Bandet debuterade 1990 med EP-skivan Incantation, utgiven på Dolores Recordings. Bandet bestod då av Alf Svensson, Tomas Lindberg, Tomas Eriksson och Kristian Wåhlin. Bandet splittrades senare samma år och flera av medlemmarna bildade istället At the Gates.
Den 26 januari 2007 återförenades bandet för att spela några av låtarna på ett releaseparty för en svensk bok om dödsmetall. Bandet gjorde ytterligare några framträdanden innan det splittrades på nytt.

## Medlemmar
Senaste medlemmar
- Necrolord (Kristian Wåhlin) – gitarr (1988–1990, 1996, 2007)
- Goatspell (Tomas Lindberg) – sång (1988–1990, 1996, 2007)
- Virgintaker (Per Nordgren) – basgitarr (1989–1990, 2007)
- Offensor (Tomas Eriksson) – trummor (1989–1990, 1997, 2007)
- Insulter (Johan Österberg) – gitarr (2007)

Tidigare medlemmar
- Nuctemeron (David Hultén) – basgitarr (1988–1989)
- Shamaatae (Johan S. Lahger) – trummor (1988–1989)
- The Haunting (Alf Svensson) – gitarr (1990)

## Diskografi
Demo
- 1988 – Ripped from the Cross
- 1989 – The Black Gate Is Closed
- 1989 – Rehearsal demo

EP
- 1990 – Incantation

Samlingsalbum
- 1996 – In the Embrace of Evil
- 2001 – Gardens of Grief/In the Embrace of Evil (delad album: At the Gates / Grotesque)